# Relativitáselmélet
Albert Einstein relativitáselmélete a fizika egyik részterülete, mely a klasszikus mechanika általánosítása. Részterületei az általános relativitáselmélet és a speciális relativitáselmélet. Az általános elmélet határesetként magában foglalja a speciálisat. Mindkét elméletet Albert Einstein nevéhez szokás kötni. Habár Felix Klein az invariánselmélet megnevezést javasolta , a Galilei-féle relativitási elvre utaló megnevezés terjedt el. Ezt részben magyarázza, hogy mindkét elmélet alapvető feltevése, hogy a fizika törvényei azonosak függetlenül attól, hogy melyik megfigyelő végzi el a kísérleteket.

„Merészségében felülmúl mindent, amit eddig ember alkotott. Ez az elmélet olyan gyökeresen alakította fizikai felfogásunkat, mint amilyen mély változást okozott a világegyetemről alkotott nézeteinkben annak felismerése, hogy a Föld nem a világmindenség középpontja.”

– Max Planck

## Speciális relativitáselmélet
Az 1905-ben kiadott speciális relativitáselmélet csak azokkal a megfigyelőkkel foglalkozik, akik egymáshoz képest egyenletesen mozgó speciális rendszerben, úgynevezett inerciarendszerben helyezkednek el. Einstein írása, amely akkor megjelent: „A mozgó testek elektrodinamikájáról” címet viselte, később kapta az elmélet a speciális relativitáselmélet nevet. A relativitást ez az írás az idő, a tér, a tömeg és az energia elméleteként vezeti be. Az elmélet felteszi, hogy a fénysebesség vákuumban ugyanaz minden megfigyelő számára. A speciális relativitáselmélet megoldja a problémát, mely a Michelson–Morley-kísérlet óta áll fenn, mivel nem sikerült kimutatni, hogy a fény valamilyen közegben (éterben) mozogna (minden egyéb hullám közegben mozog, például vízben vagy levegőben). Megoldja a klasszikus mechanika és a Maxwell-elmélet közötti ellentmondást is: az első szerint a fénnyel szemben haladva nagyobbnak kell mérnem a sebességét, a második szerint ugyanakkora minden rendszerben. Az elmélet rögzítette, hogy nincs ilyen közeg: a fénysebesség minden megfigyelő számára állandó, nem függ a megfigyelő mozgásától. A newtoni mechanikában ez nem lehetséges, így Einsteinnek egy új rendszert kellett kidolgoznia.
Egyik következménye a hosszúság-kontrakció, melynek értelmében egy nyugvó rendszerben l hosszúságú test egy mozgó koordináta-rendszerben megrövidül, hosszúsága az eredeti hosszúság {\displaystyle {\sqrt {1-{\frac {v^{2}}{c^{2}}}}}}-szorosa lesz. Ez a jelenség hosszúságmérő eszközökkel nem bizonyítható, mivel azok is hosszúság-kontrakciót szenvednek.
Egy másik következmény az idődilatáció, mely szerint egy nyugvó rendszerben Δt idő alatt lejátszódó esemény egy mozgó koordináta-rendszerben hosszabb ideig tart:
{\displaystyle {\frac {\Delta t}{\sqrt {1-{\frac {v^{2}}{c^{2}}}}}}}
Az idődilatáció és a hosszúság-kontrakció egymásból következő fogalom, a kísérleti bizonyítékok csak a kettő együttes feltevése esetén állják meg a helyüket. A legismertebb bizonyíték a kozmikus müonok bomlása. E szerint a természetben nyugalmi rendszerben 2·10−6 másodperc bomlásidejű müonok, amelyek a sztratoszférában keletkeznek, megfigyelhetőek a földfelszínen, mivel azok koordináta-rendszerében „lassabban telik az idő”, illetve „rövidebb távolságot kell megtenni”, így képes a mintegy 30 km-es útján végigmenni, és leérkezni a Föld felszínére.

## Általános relativitáselmélet
Az általános relativitáselméletet Einstein 1916-ban publikálta (1915. november 25-én előadássorozatban adta elő a Porosz Tudományos Akadémián).
Megemlítendő, hogy a kovariáns egyenleteket Einstein előtt már David Hilbert felírta és publikálta, mégsem vádolhatjuk Einsteint utánzással. Inkább arról van szó, hogy ők ketten együtt alkották meg az általános relativitáselméletet. Az elmélet bevezet egy egyenletet, amely helyettesíti a Newtoni gravitációt. Ez felhasználja a matematikából a differenciálgeometriát és a tenzorokat, hogy leírja a gravitációt.
Ez az elmélet minden megfigyelőt egyenértékűnek tekint, nem csak azokat, akik egyenletes sebességgel mozognak. Az általános relativitás érvényes azokra is, akik egymáshoz képest gyorsulva mozognak. Ebben az elméletben a gravitáció nem egy erő többé (amilyen Newton gravitációelméletében volt), hanem a tér-idő görbületének következménye. Az általános relativitáselmélet egy geometriai elmélet, mely szerint a tömeg és az energia (pontosabban az energia-impulzus tenzor) „meggörbíti” a téridőt, és a görbület hatással van a szabad részecskék mozgására, sőt még a fényére is. Az elmélet felhasználható a Világegyetem fejlődésével kapcsolatos modellek felállítására, és így a kozmológia alapvető eszköze. Ez az elmélet jelenti az alapját a kozmológia standard modelljének, és ez ad eszközt ahhoz, hogy megértsük a Világegyetem tulajdonságait, azokat a tulajdonságokat, amelyeket csak jóval Einstein halála után fedeztek fel.

## Konkurens elmélet: a Lorentz-elv
A speciális relativitás-elmélettel lényegében egy időben jelent meg a Lorentz-elv, amely az Einstein-féle speciális relativitás-elmélettel matematikailag teljesen ekvivalens, filozófiai szempontból ugyanazon formalizmus más interpretációját adja. A fő különbség, hogy Lorentz szerint minden test gyorsítás következményeképp valódi, fizikai deformációt szenved, így méterrúdjaink is. A fény sebessége csak egyetlen kitüntetett vonatkoztatási rendszerben izotróp, de minden más rendszerben is annak tűnik a kontrakció és idődilatáció kompenzáló hatásai miatt. Empirikusan nem lehet különbséget tenni a két elmélet között, bizonyos szempontból, a newtoni fizikán nevelkedett agy számára természetesebb a Lorentz-elv, például nem kell feladni az egyidejűség elvét, a fény sebessége valóban változik a vonatkoztatási rendszertől függően. A Lorentz-elvvel szemben az Einstein-féle felfogás terjedt el és vált elfogadottá, mivel a tudomány két ekvivalens elmélet közül a kevesebb és egyszerűbb alapfeltevésből kiindulót preferálja (Occam borotvája). Einstein elméletének nincs szüksége az éter fogalmára, és a Lorentz-transzformáció képleteit általánosabb elvekből levezeti, és nem posztulálja.
Az elméletet Jánossy Lajos fejlesztette tovább, aki filozófiai, világnézeti alapból preferálta a Lorentz-féle nézetet az einsteini szemlélettel szemben.

## Lásd még
- Feynman-óra

## Külső hivatkozások

### Magyar nyelvű könyvek
- Hraskó Péter: Relativitáselmélet, Typotex Kiadó, ISBN 963-9326-30-5, hibajegyzék
- Perjés Zoltán: Általános relativitáselmélet, Akadémiai Kiadó 2006, ISBN 963-05-8423-9
- Stephen Hawking: Az idő rövid története, Maecenas Könyvek, Budapest, 1989, 1993, 1995, 1998; ISBN 963-9025-74-7, ISBN 963-8396-10-5 (középiskolás tudással érthető)
- Stephen Hawking, Roger Penrose: A tér és az idő természete, Talentum, Budapest, 1999; ISBN 963-645-023-4 A Cambridge-i Egyetemen 1994-ben lezajlott vita a kvantumgravitációról. (nehezebb olvasmány)
- William Kaufmann: Relativitás és kozmológia, Gondolat, Budapest, 1985; ISBN 963-281-552-1 (középiskolás tudással érthető)
- Roger Penrose: A császár új elméje, Akadémiai Kiadó, 1993
- Albert Einstein: A relativitás elmélete, Kossuth Kiadó, 200?
- Vermes Miklós: Relativitáselmélet, Stúdium Könyvek 8. Budapest, Gondolat, 1958
- Edwin Taylor, John Archibald Wheeler: Téridőfizika, Typotex, Budapest, 2006
- Novobátzky Károly: A relativitás elmélete, Tankönyvkiadó, 1963
- Jánossy Lajos: Relativitáselmélet a fizikai valóság alapján, Akadémiai Kiadó, 1973

### Magyar nyelvű cikkek
- Hegedűs Tibor: Kérdőjelek az általános relativitáselmélet körül Természet Világa, 1989. 8. szám
- Vermes Miklós cikkei középiskolások számára a KöMaL-ban:
  - A relativisztikus időskála 1973/9.
  - A relativisztikus távolságmérés 1973/11.
  - A téridő 1973/12.
  - Tömeg és energia 1974/12.
- Horváth Pista előadásai a relativitáselméletről[halott link]
- Az Einstein-féle elmélet Archiválva 2005. december 27-i dátummal a Wayback Machine-ben – Beke Manó matematikus-professzor írása a Nyugatban (1922/1. sz.).
- Rövid értekezés a Lorentz-elvről

### Ismeretterjesztő jellegű cikkek
- Bendegúz kalandjai egy relativisztikus városban (Sulinet)
- Hány óra van az Univerzumban?
- Relativitáselmélet – az Univerzum zsebórái (összefoglaló diaképek)
- Relativitáselmélet - egyszerű, olvasmányos, közérthető értekezés a Speciális Relativitáselméletről, és annak értelmezéséről a Lorentz-elv fényében

### Más nyelven
A megfelelő angol és más nyelvű oldalon rengeteg hivatkozás található
- Living Reviews in Relativity Archiválva 2016. december 27-i dátummal a Wayback Machine-ben – An open access, peer-refereed, solely online physics journal publishing invited reviews covering all areas of relativity research.
- Reflections on Relativity – A complete online course on Relativity.
- Relativity explained in words of four letters or less

### Animációk, szimulációk
- Magyarított Java szimuláció az idődilatáció és a Lorentz-kontrakció szemléltetésére Archiválva 2012. november 20-i dátummal a Wayback Machine-ben. Szerző: Wolfgang Bauer